# Illes Turtle (Sierra Leone)
Les illes Turtle són un grup d'illes que es troben a l'oceà Atlàntic, a l'oest de l'illa Sherbro, a la província meridional de Sierra Leone. De les vuit illes, set estan habitades. Els sherbro són el grup ètnic predominant. Aquest arxipèlag, format per vuit illes, s'estén en una zona de 8 milles sobre aigües poc profundes i bancs de sorra blanca. Yele, Bakie, Bumpetuk, Chepo, Hoong, Mut, Nyangei i Sei són els noms de les illes.
La pesca és la principal activitat econòmica de les illes. Els productes de coco i el turisme contribueixen als ingressos en menor mesura. L'erosió és un problema especialment greu a Nyangai, on els esforços per frenar-la, plantant manglars, s'han vist obstaculitzats per les cabres que se'ls mengen i la gent que utilitza la fusta per fer foc.